# Cratere Cretheus
Cretheus è un cratere sulla superficie di Dione.